# Département de Rosario
Le département de Rosario est une des 19 subdivisions de la province de Santa Fe, en Argentine. Son chef-lieu est la ville de Rosario.
Le département a une superficie de 1 890 km2. Sa population s'élevait à 1 231 108 habitants en 2008, contre 1 121 441 au recensement de  2001.

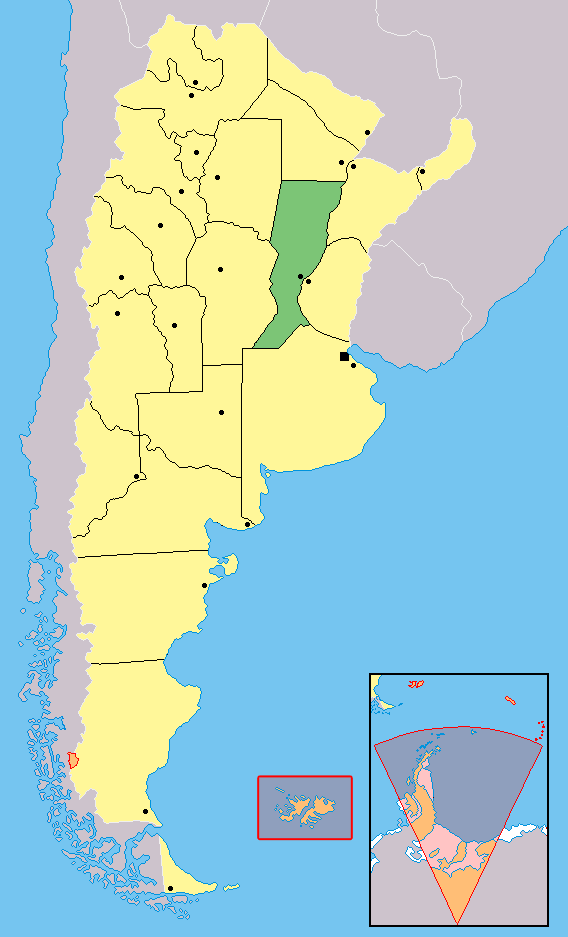
Localisation de la province de Santa Fe en Argentine.